# The Queen of Hearts (film 1910)
The Queen of Hearts è un cortometraggio muto del 1910. Il nome del regista non viene riportato nei crediti del film che, prodotto da William Nicholas Selig, aveva come interprete Kathlyn Williams.

## Produzione
Il film fu prodotto dalla Selig Polyscope Company

## Distribuzione
Distribuito dalla General Film Company, il film - un cortometraggio in una bobina - uscì nelle sale cinematografiche statunitensi il 28 novembre 1910.